# Eleanor Harvey
Eleanor Grace Harvey (Hamilton, 14 de janeiro de 1995) é uma esgrimista canadense.

## Carreira
Harvey se interessou em se tornar uma atleta olímpica enquanto assistia aos Jogos de Sydney de 2000. Ela começou a treinar para corrida de longa distância antes de se voltar para o caratê aos oito anos de idade. Ela treinou caratê por dois anos antes de descobrir que o caratê não era um esporte olímpico naquela época. Harvey mudou para a prática de esgrima depois que um amigo da família ouviu uma entrevista de rádio com Sherraine Schalm e sugeriu o esporte.
Harvey se qualificou para representar o Canadá nas Olimpíadas de Verão de 2016 ao ser classificada entre as duas primeiras nas Américas, fora do top 14 do ranking. Harvey competiu no evento de florete feminino e derrotou a número um do mundo, Arianna Errigo, para chegar às quartas de final. Ela terminou em sétimo lugar, a melhor colocação para uma esgrimista canadense na história olímpica na época. Harvey representou o Canadá nas Olimpíadas de Verão de 2020 e competiu no evento de florete feminino, onde chegou às oitavas de final antes de ser eliminada pela eventual medalhista de ouro Lee Kiefer, e no evento de florete feminino por equipe, onde o Canadá ficou em quinto lugar.
Nas Olimpíadas de Verão de 2024, Harvey ganhou a primeira medalha olímpica do Canadá na esgrima após derrotar Alice Volpi na disputa pela medalha de bronze no evento individual de florete. Ela também competiu no evento feminino de florete, onde o Canadá terminou em quarto lugar após perder a disputa pela medalha de bronze para o Japão.